# Kapisturia Cove
Die Kapisturia Cove (englisch; bulgarisch Залив Капистурия Saliw Kapisturija) ist eine 1,65 km breite und 1,9 km lange Nebenbucht der Charlotte Bay an der Danco-Küste des Grahamlands auf der Antarktischen Halbinsel. Sie liegt unmittelbar südlich der Eurydike-Halbinsel. In ihr Kopfende mündet der Boschinow-Gletscher.
Britische Wissenschaftler kartierten sie 1978. Die bulgarische Kommission für Antarktische Geographische Namen benannte sie 2013 nach der antiken Festung Kapisturia im Süden Bulgariens.